# Албанцы в Германии
Албанцы в Германии (нем. Albaner in Deutschland, алб. Shqiptarët në Gjermani) — численное большинство албанской диаспоры. Они мигрировали в Германию из Албании, Косово и Северной Македонии.

## История
Первая албанская волна иммиграции в Германию началась в 1968 году, они стали иностранными рабочими и работали, главным образом, в промышленности. Они прозывались югославами и не как албанцы, потому что они прибывали из Косово, которое принадлежало в то время Югославии. Из-за политической ситуации в Косово прибывало всё больше албанцев с начала 1980-х.

## Религия
Живущие в Германии албанцы в основном мусульмане. Кроме того, существуют также бекташи и христиане, преимущественно Албанская православная церковь и католическая. В 1993 году албанцы основали в Гамбурге Исламский Союз Албанцев в Германии.